# عبد العزيز الحمزة
عبد العزيز الحمزة (ولد في الرقة، 1991)، هو صحفي سوري، ومدافع عن حقوق الإنسان وناشط سياسي ومدرب لتقانة المعلومات. هو زميل برنامج الأمن الدولي في منظمة نيو أميركا، وهو أيضًا زميل وقائد الجيل القادم في معهد ماكين. وهو الرئيس التنفيذي وأحد قادة "ذا نيو ناو" وهي مجموعة عالمية من القادة الصاعدين تهدف «للتصدي لأصعب تحديات العالم». وهو أيضًا مؤسس والمتحدث باسم الرقة تذبح بصمت (RBSS) وهي منظمة غير حزبية مستقلة تكشف الانتهاكات التي ارتكبتها داعش والجماعات الأخرى في سوريا وكذلك الحكومة السورية. بدأ الحمزة احتجاجات ومظاهرات متواصلة ضد الحكومة السورية في عام 2011، واعتقلته الحكومة ثلاث مرات في عام 2012. استجوبه تنظيم الدولة الإسلامية (داعش) أكثر من مرة بشأن نشاطه. بعد أن سيطر داعش على مسقط رأسه الرقة في يناير 2014، هرب إلى تركيا وأنشأ «الرقة تذبح بصمت» مع أصدقائه لإظهار حقيقة الحياة في الرقة تحت حكم داعش. حصل الحمزة على جائزة "Wonder of Humanity" من السير ريتشارد برانسون. في عام 2015، حصل الحمزة على جائزة لجنة حماية الصحفيين الدولية لحرية الصحافة وحصل على لقب المفكر العالمي من قبل فورين بوليسي. في عام 2016، حصل على جائزة «إيشيا» للصحافة الدولية، وجائزة الشجاعة المدنية وجوائز أخرى نيابة عن «الرقة تذبح بصمت». ظهر الحمزة في فيلم وثائقي باسم «مدينة الأشباح»، والذي تتبع وسجل مسيرة الحمزة وزملائه. تخرج الحمزة بدرجة في الكيمياء الحيوية من كلية العلوم في الرقة التابعة لجامعة الفرات.
في كانون الثاني (يناير) 2016، وصفت إنترناشيونال بيزنس تايمز الرقة تذبح بصمت بأنها «المصدر الأكثر موثوقية للمعلومات من داخل الرقة». وقارنها المؤرخ الألماني مايكل وولفسون بـ الوردة البيضاء، وهي منظمة مقاومة خلال عصر ألمانيا النازية.

## النشأة والتعليم
درس الحمزة علم الأحياء في جامعة الفرات في الرقة وتخرج منها عام 2013. عندما كان طالبًا، اعتاد أن ينظم احتجاجات سلمية ضد الحكومة السورية.

## الحياة الشخصية
في 18 فبراير 2016، وُصِف الحمزة بأنه يبلغ من العمر 24 عامًا. ويعيش حاليًا في المنفى في برلين. غرق الأخ الأصغر لـ عبد العزيز أثناء محاولته الهروب من سوريا، كما قتل عمه (هو و7 أطفال) سنة 2017، أثناء توجههم إلى مدرسة قرب وسط الرقة تضم بئراً للمياه.

## مسيرته
كتب الحمزة العديد من المقالات عن سوريا والرقة، وركز بشكل خاص على الدولة الإسلامية. وظهرت إحدى أبرز مقالاته في صحيفة نيويورك تايمز، قال فيها: «قد لا تهزم القنابل داعش (لكن ربما إرادة الإنترنت)».
كتب الحمزة مقال رأي ورسالة إلى رئيس الولايات المتحدة الأمريكية حينها دونالد ترامب تم نشرها على قناة فوكس نيوز.
الحمزة زميل في برنامج الأمن الدولي في منظمة نيو أميركا، وهو أيضًا زميل وقائد الجيل القادم في معهد ماكين.

## الرقة تذبح بصمت
عمل الحمزة كناشط إعلامي ومنظم للاحتجاجات السلمية خلال الفترات الأولى من الانتفاضة ضد نظام الأسد، واعتقلته السلطات السورية ثلاث مرات في عام 2012. بعد سيطرة داعش على الرقة في يناير / كانون الثاني 2014، زُعم أن هذه المجموعة استجوبته عدة مرات. تحت تهديد كل من الأسد وداعش، هرب الحمزة إلى تركيا، حيث أسس مع صحفيين آخرين «الرقة تذبح بصمت». تسببت تهديدات تنظيم الدولة الإسلامية له في تركيا في فراره إلى ألمانيا.
يوثق «القرة تذبح بصمت» الحياة في ظل داعش على وسائل التواصل الاجتماعي من خلال الصور ومقاطع الفيديو التي يتم تهريبها إلى الخارج. يعيش الحمزة، مثله في ذلك مثل معظم أعضاء الرقة تذبح بصمت المنفيين، في ألمانيا حاليًا. اعتبارًا من تشرين الثاني (نوفمبر) 2015، كان الحمزة يعمل مع سبعة من أعضاء الرقة تذبح بصمت خارج الرقة لنشر المعلومات التي يجمعها اثنا عشر عضوًا يعيشون في الرقة أو بالقرب منها. في كانون الثاني (يناير) 2016، ذكرت صحيفة «إنترناشونال بيزنس تايمز» أن 17 من أعضاء الرقة تذبح بصمت كانوا «يعملون داخل الرقة».
ذكرت صحيفة هافينغتون بوست في نوفمبر 2015 أنه «منذ أبريل 2014، أنتج أعضاء الرقة تذبح بصمت سرًا أبرز تغطية مستمرة للحياة تحت سيطرة الدولة الإسلامية». قال الحمزة للصحيفة: «نحن نقاتل من أجل مدينتنا. . . . ليس لدينا أسلحة، لكن لدينا أقلامنا أو موقعنا الإلكتروني أو أي شيء آخر. نحن نكافح عبر الإنترنت». وأضاف: «نغطي كل شيء لأن [هذا] واجبنا لمدينتنا». اعترف الحمزة للصحيفة أن داعش زاد من صعوبة قيام جماعته بعملها. قال: «كلنا نقبل أن يقتل أي واحد منا في أي وقت وفي أي مكان».
قال الحمزة لروجر كوهين في فبراير 2016: «لن نتوقف». «لدينا الكثير من الأصدقاء وأعضاء العائلة المتوفين. الطريقة الوحيدة التي سنتوقف بها هي إذا قتلتنا داعش جميعًا أو عدنا إلى ديارنا».
قتل تنظيم الدولة الإسلامية أربعة من أعضاء الرقة تذبح بصمت. أحدهم إبراهيم عبد القادر، الذي قُطع رأسه في 30 أكتوبر / تشرين الأول 2015، عن عمر يناهز 22 عامًا. كان عبد القادر ناشطًا في نشر وتوثيق فظائع داعش.

## نشاطات أخرى
تحدث الحمزة في العديد من المنافذ والمناسبات عن «الرقة تذبح بصمت». في فبراير 2016، تحدث إلى المجلس الألماني للعلاقات الخارجية في برلين. وتحدث في مهرجان الصحافة الدولي في أبريل 2016. وشارك في أواخر شهر أكتوبر/تشرين الأول 2015 بكلمة في مؤتمر «نادي مدريد»، وهي منظمة غير حكومية تهدف إلى دعم الديمقراطية والتغيير. ويعتبر المنتدى الأكبر من نوعه عالمياً لرؤوساء الدول والحكومات سابقا.
كما تحدث في منتدى الحرية في أوسلو في مايو 2016.

## الأوسمة والجوائز
فازت الرقة تذبح بصمت بالجائزة الدولية لحرية الصحافة لعام 2015 من لجنة حماية الصحفيين. تسلم الحمزة الجائزة في نيويورك في 25 نوفمبر 2015 نيابة عن المنظمة.
كما حصل الحمزة على جائزة المفكرين العالميين في السياسة الخارجية لعام 2015 نيابة عن «الرقة تذبح بصمت».
كاتبًا لصحيفة بيتسبرغ بوست-جازيت في فبراير 2017، أشار كلٌ من جاري كاسباروف وثور هالفورسن إلى عمل الحمزة على أنه «نضال نبيل ضد الاستبداد... على الرغم من الخطر المحدق»

## فيلممدينة الأشباح
ظهر الحمزة في مدينة الأشباح، من إخراج وإنتاج وتصوير ماثيو هاينمان الذي سبق له الترشح لجائزة الأوسكار، والحائز على جائزة إيمي. تم إدراج مدينة الأشباح كواحد من 15 فيلمًا (من أصل 170 فيلمًا في القائمة الطويلة في البداية) في القائمة المختصرة لجائزة الأوسكار عن الفيلم الوثائقي الطويل في سنة 2018.
يتتبع مدينة الأشباح رحلة الرقة تُذبح بصمت، وهي حفنة من النشطاء المجهولين الذين تجمعوا معًا بعد أن استولى تنظيم داعش على مدينتهم في عام 2014. من خلال التصوير الشخصي العميق، يتتبعهم الفيلم وهم يواجهون حقائق ومخاطر الحياة في السر، والهرب، ثم في المنفى.

## وصلات خارجية
- Alhamza's Twitter Profile
- Alhamza's Facebook Profile
- Alhamza's Facebook Fans page